# Roots Bloody Roots
Roots Bloody Roots är en låt av Sepultura, utgiven som singel den 18 februari 1996. Låten blev en hit och erövrade första plats på UK Rock & Metal.
Musikvideon, regisserad av Thomas Mignone, tilldelades Kerrangs "Video of the Year Award".